# 宋廷浩
宋廷浩（897年—937年），河南府洛阳县（今河南省洛阳市）人。五代十国将领。后唐庄宗李存勖之婿。娶后唐义宁公主。
他的父亲是唐朝的天德军节度使宋瑶，曾经被契丹国俘虏，后来回到后唐。宋廷浩在李存勖手下任奉圣指挥使，参与对后梁的战争。被唐庄宗李存勖召为女婿。宋廷浩历任石州、良州、沁州、原州、房州刺史，清泰三年（936年），河东节度使石敬瑭勾结契丹国击败唐末帝李从珂，建立后晋，宋廷浩也归附后晋，被任命为汜水关使。后晋天福二年（937年），张从宾反后晋，六月廿七宋廷浩战死，卒年四十一岁。其子宋偓。